# Прохоренко, Николай Степанович
Никола́й Степа́нович Прохоре́нко (Прохоренков) — советский военный. Участник Великой Отечественной войны. Герой Советского Союза (1944, посмертно). Капитан.

## Биография
Николай Степанович Прохоренко родился 8 декабря 1921 года в деревне Страмиловка Спас-Деменского уезда Калужской губернии РСФСР (ныне деревня Куйбышевского района Калужской области Российской Федерации) в крестьянской семье. Русский. В родной деревне окончил два класса начальной школы. Семилетнее образование завершал в Москве, куда семья Прохоренко переехала в 1932 году. Николай Степанович с детства мечтал стать военным, поэтому по окончании неполной средней школы в 1937 году он поступил во 2-ю Московскую специальную артиллерийскую школу, что располагалась в Чертольском переулке. С октября 1940 года Н. С. Прохоренко — курсант Одесского артиллерийского училища имени М. В. Фрунзе. С началом Великой Отечественной войны Николай Степанович вместе с училищем эвакуировался на Урал в город Сухой Лог, где завершил военное образование.
В боях с немецко-фашистскими захватчиками лейтенант Н. С. Прохоренко с февраля 1942 года на Брянском фронте в должности командира огневого взвода 287-го артиллерийского полка 143-й стрелковой дивизии 13-й армии. Боевое крещение принял в оборонительных боях под Ливнами. Николай Степанович быстро проявил себя грамотным и волевым командиром и к лету 1942 года уже занимал должность заместителя командира 3-й батареи. Отличился во время Воронежско-Ворошиловградской оборонительной операции. 29 июня 1942 года противник крупными силами атаковал позиции 635-го стрелкового полка, стремясь выйти во фланг его оборонительных порядков. С наблюдательного пункта 3-й батареи атака не была видна, и артиллеристы не могли оказать помощь своей пехоте. Схватив телефонный аппарат, лейтенант Прохоренко бросился к месту боя, и заняв позицию непосредственно на переднем крае обороны полка, корректировал огонь своей батареи. Благодаря умелым действиям и личному мужеству Николая Степановича артиллерийским огнём было уничтожено до 200 солдат и офицеров неприятеля. Рубеж обороны полка был удержан. К началу августа 1942 года Николай Степанович принял под командование батарею гаубиц 287-го артиллерийского полка, а осенью ему было присвоено звание старшего лейтенанта.
С удержанных под Ливнами рубежей в январе 1943 года подразделения 13-й армии перешли в наступление в ходе Воронежско-Касторненской операции. Старший лейтенант Н. С. Прохоренко огнём орудий и колёсами своей батареи обеспечивал продвижение стрелковых подразделений 143-й стрелковой дивизии, участвовал в окружении и ликвидации частей 2-й армии вермахта в районе посёлка Касторная. В марте 1943 года 13-я армия была передана Центральному фронту и начала подготовку к Курской битве. К лету 1943 года как один из наиболее грамотных и опытных командиров Н. С. Прохоренко был произведён в капитаны и назначен на должность командира 1-го дивизиона 287-го артиллерийского полка. В ожесточённом сражении на северном фасе Курской дуги 143-я стрелковая дивизия держала оборону в Малоархангельском районе Орловской области к западу от Малоархангельска. Дивизион капитана Прохоренко отличился во время Орловской операции в боях за железнодорожную станцию Малоархангельск. Стремясь остановить продвижение советских войск на Кромы, 15 июля 1943 года немецкое командование на участке наступления 143-й стрелковой дивизии бросило в бой танковый резерв. При отражении контратаки противника Николай Степанович выдвинул 2-ю батарею на открытую позицию, и лично командуя ею, подбил два танка, вынудив остальные отступить. Чтобы проложить путь своей бронетехнике, немцы втащили на высоту 251,9 75-миллиметровое орудие и открыли огонь по батарее, но артиллеристы Прохоренко ответным залпом вывели из строя его расчёт. Сама пушка позже была захвачена стрелковыми подразделениями в исправном состоянии. Усиливая давление, противник 16-17 июля 1943 года предпринял четыре попытки прорыва в направлении посёлка Бузулук, но артиллеристы и пехотинцы дивизии прочно удерживали рубежи. В критический момент боя капитан Прохоренко выдвинулся на позицию впереди первой линии своих стрелковых подразделений и по радио корректировал огонь своего дивизиона, практически вызывая артиллерийский огонь на себя. В результате слаженных действий дивизиона и самоотверженности его командира было уничтожено до 100 солдат и офицеров противника и подавлен огонь артиллерийской батареи. Николай Степанович при этом был ранен в ногу, но не вышел из боя, пока вражеская контратака не была отбита. Всего за период с 15 по 17 июля 1943 года дивизион капитана Прохоренко подбил два танка, уничтожил 12 пулемётных точек, 4 противотанковых орудия, 2 75-миллиметровых пушки и до 300 военнослужащих вермахта, а также подавил огонь 4-х артиллерийских и 3-х миномётных батарей, 18-ти пулемётов и 2-х орудий противотанковой обороны.
Разгромив немецко-фашистские войска на Курской дуге, Красная Армия практически без паузы начала Битву за Днепр. Действуя в составе 60-й армии, подразделения 143-й стрелковой дивизии в ходе Черниговско-Припятской операции освободили районы Сумской и Черниговской областей и вышли к Днепру. 29 сентября 1943 года 1-й артиллерийский дивизион 287-го артиллерийского полка надёжно прикрыл переправу стрелковых подразделений у села Старый Глыбов и вслед за ними переправился на правый берег Днепра. Преодолев междуречье Днепра и Припяти, части дивизии форсировали Припять у села Гребля и заняли небольшой плацдарм в междуречье Припяти и Тетерева. Стянув для ликвидации плацдарма крупные силы пехоты, танков и артиллерии, противник 6 октября 1943 года сумел потеснить стрелковые подразделения. В результате наблюдательный пункт, на котором находился капитан Н. С. Прохоренко с небольшой группой бойцов, оказался отрезанным. НП располагался в очень удачном месте, и Николай Степанович до последней возможности корректировал огонь своего дивизиона, и только когда немцы взяли его в плотное кольцо, поднял в атаку находившихся вместе с ним связистов и разведчиков и вырвался из окружения.
Противник наращивал давление, бросая в бой танки, самоходную артиллерию и авиацию. 9 октября 1943 года ожесточённый бой разгорелся в районе села Лапутьки. Капитан Прохоренко стянул все оставшиеся в его распоряжении орудия на высоту 118,4, с которой хорошо простреливались боевые порядки противника, рвущегося к переправе. Плотным огнём артиллеристы вынуждали волны немецких атак откатываться обратно. Несколько раз немцы атаковали высоту крупными силами пехоты, но всякий раз получали отпор. Когда противнику всё же удалось близко подобраться к позициям дивизиона, капитан Н. С. Прохоренко повёл расчёты в контратаку. В ожесточённой рукопашной схватке враг был отброшен, но Николай Степанович был тяжело ранен в живот и ногу. Он оставался на высоте и продолжал командовать дивизионом, пока контратака не была отбита. В 223-й медикосанитарный батальон 132-й стрелковой дивизии капитана Прохоренко доставили уже без сознания, и 10 октября 1943 года от полученных ранений он скончался.
В ходе Битвы за Днепр 1-й дивизион 287-го артиллерийского полка 143-й стрелковой дивизии под командованием капитана Н. С. Прохоренко прошёл с боями более 300 километров и нанёс неприятелю значительный урон. За период с 4 сентября по 9 октября 1943 года артиллеристы Прохоренко уничтожили 1 артиллерийскую и 2 миномётные батареи врага, 1 зенитное орудие, 6 орудий противотанковой обороны, 18 пулемётов, сбили самолёт. Огнём дивизиона были подавлены 7 артиллерийских и 11 миномётных вражеских батарей, 28 пулемётных точек. Потери противника в живой силе составили до 600 солдат и офицеров. За образцовое выполнение боевых заданий командования на фронте борьбы с немецкими захватчиками и проявленные при этом отвагу и геройство указом Президиума Верховного Совета СССР от 3 июня 1944 года капитану Прохоренко Николаю Степановичу было присвоено звание Героя Советского Союза. Первоначально Н. С. Прохоренко был похоронен в посёлке Волчьи Горы по месту нахождения медсанбата. Позднее в связи с заполнением Киевского водохранилища его останки были перезахоронены в селе Страхолесье Иванковского района Киевской области Украины.

## Награды
- Медаль «Золотая Звезда» (03.06.1944, посмертно);
- орден Ленина (03.06.1944, посмертно);
- орден Отечественной войны 2-й степени (20.08.1943);
- орден Красной Звезды (31.07.1942).

## Память
- Имя Героя Советского Союза Н. С. Прохоренко увековечено на аллее Героев в городе Чернобыле[6].
- Бюст Героя Советского Союза Н. С. Прохоренко установлен в помещении Музея Боевой и Трудовой славы 2-й артиллерийской спецшколы Москве.
- Именем Героя Советского Союза Н. С. Прохоренко названа улица в посёлке Бетлица Куйбышевского района Калужской области.

## Документы
- Общедоступный электронный банк документов «Подвиг Народа в Великой Отечественной войне 1941—1945 гг.» Дата обращения: 8 июня 2013. Архивировано из оригинала 13 марта 2012 года.

Представление к званию Героя Советского Союза и указ ПВС СССР о присвоении звания. Дата обращения: 8 июня 2013. Архивировано 9 июня 2013 года.
Орден Отечественной войны 2-й степени (наградной лист и приказ о награждении). Дата обращения: 8 июня 2013. Архивировано 9 июня 2013 года.
Орден Красной Звезды (наградной лист и приказ о награждении). Дата обращения: 8 июня 2013. Архивировано 9 июня 2013 года.
- Обобщенный банк данных «Мемориал». Дата обращения: 8 июня 2013. Архивировано из оригинала 10 мая 2012 года.

ЦАМО, ф. 58, оп. А-71693, д. 979.
ЦАМО, ф. 58, оп. 18002, д. 433.
ЦАМО, ф. 33, оп. 11458, д. 253.